# Bernd Blisch
Bernd Blisch (* 16. Dezember 1962 in Flörsheim am Main) ist ein deutscher Historiker und Politiker (CDU). Er ist Autor einiger orts- und regionalhistorischer Publikationen. Seit 2018 ist er Bürgermeister von Flörsheim am Main.

## Leben

### Werdegang
Blisch besuchte die Grundschule seines Geburtsortes und sodann das Kreisgymnasium in Hofheim am Taunus. Anschließend studierte er von 1984 bis 1989 Geschichte, Germanistik und Anglistik in Mainz und Birmingham mit dem Abschluss Magister. Blisch war von 1989 bis 1993 wissenschaftlicher Mitarbeiter am Lehrstuhl für Allgemeine und Neuere Geschichte an der Johannes Gutenberg-Universität Mainz, mit Lehraufträgen seit 1994. Von 1993 bis 1995 war er Stadthistoriker (Heimatpfleger) und Stadtarchivar sowie stellvertretender Pressesprecher der Stadt Flörsheim am Main. Danach war er von 1995 bis 2001 Leiter des örtlichen Kulturamtes. Ab 2001 war er als wissenschaftlicher Mitarbeiter der Landeshauptstadt Wiesbaden (Projektbüro Stadtmuseum) beschäftigt. Im Jahr 2005 wurde Blisch in Mainz promoviert. Er ist im Stiftungsrat der Flörsheimer Bürgerstiftung tätig, dessen Geschäftsführung er von 1999 bis 2001 innehatte.

### Politik
Blisch ist stellvertretender Vorsitzender des CDU-Stadtverbands. Er ist Stadtverordneter und Mitglied im Ausschuss für Soziales und Kultur und der Betriebskommission Stadthallen von Flörsheim am Main.
Die Bürgermeisterwahl in Flörsheim am Main am 27. Mai 2018 gewann Blisch als unabhängiger Kandidat für ein Viererbündnis aus CDU, Grüne Alternative Liste Flörsheim (GALF), Freie Bürger sowie FDP gegen den langjährigen Amtsinhaber Michael Antenbrink (SPD) mit 61,2 %, bei einer Wahlbeteiligung von 49,3 %. Blisch trat das Bürgermeisteramt am 1. November 2018 an.

### Privates
Blisch lebt mit seinem Partner in Flörsheim am Main.

## Schriften (Auswahl)
- Friedrich Carl Joseph von Erthal (1774–1802) : Erzbischof – Kurfürst – Erzkanzler : Studien zur Kurmainzer Politik am Ausgang des Alten Reiches (= Mainzer Studien zur Neueren Geschichte. Nr. 16). 2005, ISBN 3-631-53913-4, ISSN 1437-1219 (zugl. Mainz, Univ., Dissertation, 2005, ausgezeichnet mit dem Gutenberg-Stipendium[3]).
- Kleine Wiesbadener Stadtgeschichte. Pustet, Regensburg 2011, ISBN 978-3-7917-2327-3.